# 棟札
棟札（むなふだ、むねふだ）は、寺社・民家など建物の建築・修築の記録・記念として、棟木・梁など建物内部の高所に取り付けた札である。

## 概説
典型的には、木の札または銅の板に記して釘で打ち付ける。中には建物の部材に直接記されることもあり、これを梁上銘と呼ぶこともあるが、趣旨は同じである。
書かれる内容は築造・修理の目的を記した意趣文やその年月日や建築主・大工の名・工事の目的など建築記録だが、関連して他の事に及ぶものもある。簡潔なものもあれば、詳細に記されたもの、絵柄が記されたものなど多種多様である。棟札は普通の利用者には見えない位置に取り付けられるため、年月が経つとしばしば存在が忘れられてしまう。そうした棟札が解体・修理の際に発見されることがある。
棟札に記されていることは誤記などもあるが、その建物をはじめその地域の歴史や文化に関する重要な歴史的史料となり、文化財に指定されているものも多い。最古の棟札は、岩手県中尊寺の保安3年（1122年）銘をもつものであるという。

## 文献に現れた棟札
建治元年の日蓮遺文に
```
「一、棟札の事承り候。書き候ひて此の伯耆公に進らせ候。此の経文は須達長者祇園精舎を造りき。然るに何なる因縁にやよりけん、
須達長者七度まで火災にあひ候時、長者此の由を仏に問ひ奉る…」（
上野殿御書
）
```

との表記がある。